# Nikolaj Vilenkin

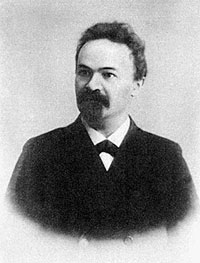
Nikolaj Vilenkin

Nikolaj Maksimovitj Vilenkin (ryska: Николай Максимович Виленкин, pseudonymen Minskij), född 27 januari (gamla stilen: 15 januari) 1855 i Glubokoje, död 2 juni 1937 i Paris, var en rysk skald.
Vilenkin, som var av judisk börd, tog 1879 juridisk examen vid Sankt Petersburgs universitet och debuterade som poet i slavofil anda i "Novoje vremja". Hans sympati för sydslaverna tog sig uttryck i den berättande dikten Narodinje (I hembygden; 1877). Hans första diktsamling utkom 1887 och hans historiska drama Tultjens belägring 1889. Hans reflexionslyrik utmärker sig för rikt bildspråk och pessimistisk världsåskådning. Samma dystra stämning går igen i hans essäsamling I samvetets ljus (1890). Han var god kännare av den antika litteraturen och översatte Iliaden. Hans samlade lyriska dikter utkom i tredje upplagan 1896.